# Ernst Buschmann
Ernst Buschmann (* 8. November 1914 in Solingen; † 31. Januar 1996 in Koblenz) war ein deutscher Kommunist. Während des Spanischen Bürgerkriegs war er als Mitglied der Internationalen Brigaden Stabschef des Bataillons „Hans Beimler“ und ab 1938 Kommandeur des Bataillons „Edgar André“. Er war Mitglied der Beratenden Landesversammlung in Rheinland-Pfalz und des Rheinland-Pfälzischen Landtages.

## Leben
Geboren wurde er als viertes Kind einer Arbeiterfamilie. Als Zehnjähriger wurde er bereits aktiv in der Arbeiterkinderbewegung und in einem Arbeitersportverein. Nach Abschluss der Volksschule machte er eine Ausbildung als Betriebselektriker und trat 1929 in den KJVD und in die Gewerkschaft ein.
1934 wurde er Mitglied der bereits illegalen KPD, weshalb er im Februar 1935 nach Holland und dann in die Sowjetunion floh. Dort studierte er an der Leninschule in Moskau.
Im März 1937 ging er nach Spanien, um die Republik Spanien gegen die Anhänger und Unterstützer der Putschisten unter General Francisco Franco zu unterstützen. Bald darauf wurde er zum Stabschef des Bataillons Hans Beimler der Internationalen Brigaden ernannt. Im April 1938 wurde er Kommandeur des Bataillons Edgar André. Im Februar 1939 floh er vor anrückenden spanischen Putschisten nach Frankreich und wurde im Internierungslager in St. Cyprien inhaftiert. Von dort kam er im Mai 1940 in das Internierungslager Le Vernet und im November 1942 in ein Spezialgefängnis in Castres. Von dort gelang ihm am 16. September 1943 mit 35 anderen politischen Häftlingen die Flucht. Er schloss sich der Résistance in Lyon an und wurde deren Koordinator mit der Bewegung „Freies Deutschland“ (CALPO). Er arbeitete eng zusammen mit Ernst Melis, dem Redakteur der illegalen deutschen Zeitungen für die Zersetzungsarbeit in der Wehrmacht und organisiert ihren Vertrieb über das Netz der CALPO. Er hielt die Verbindung mit den in den FTP-MOI-Einheiten kämpfenden Deutschen aufrecht. Er gehörte zu den Kämpfern, die noch vor der alliierten Invasion in der Normandie die Stadt Villeurbanne befreiten.
Im Juli 1945 ging er zurück nach Deutschland und beteiligte sich aktiv beim Wiederaufbau der Gewerkschaften und der KPD. Nach den Landtagswahlen im Mai 1947 wurde er Fraktionsvorsitzender der KPD im Rheinland-pfälzischen Landtag. Dort war er auch Mitglied im Rechts-, Geschäftsordnungs- und Petitionsausschuss, Hauptausschuss, Kulturpolitischer Ausschuss, Wirtschafts- und Verkehrsausschuss und Zwischenausschuss. 1950 wurde Buschmann Vorsitzender der KPD Rheinland-Pfalz. Später siedelte er in die DDR über und kehrte 1956 in die Bundesrepublik zurück.
1968 beteiligte er sich an der Gründung der DKP. Er war außerdem bis an sein Lebensende in den Organisationen der Spanien- und Résistancekämpfer und in der Vereinigung der Verfolgten des Naziregimes – Bund der Antifaschistinnen und Antifaschisten (VVN) aktiv. 1977 wurde er zum Vorsitzenden der Interessengemeinschaft ehemaliger Deutscher Widerstandskämpfer gewählt.

## Ehrungen und Auszeichnungen
- 6. Mai 1955 Vaterländischer Verdienstorden in Silber
- 1984 wurde er Ehrenbürger von Villeurbanne.